# Gemelos Fantásticos
Los Gemelos Fantásticos "Zan" y "Jayna" son superhéroes extraterrestres de DC Comics. Su primera aparición fue en el cómic Super Amigos # 7 (octubre de 1977), escrito por E. Nelson Bridwell y dibujado por Ramona Fradon. El mismo año aparecieron en la popular serie televisiva Súper Amigos de la productora Hanna-Barbera. Doblados al español en México con las voces de Rocío Arreola Santander como "Jayna" y Jesús Brock como "Zan". El doblaje fue dirigido por Francisco Colmenero Villanueva. En los cómics de Editorial Novaro Jayna era llamada "Juli" y Zan "Zico".
Zan y Jayna activan su poderes tocando sus manos y exclamando la frase: "¡Poderes de los Gemelos Fantásticos, actívense!", tras lo cual él suele convertirse en agua (en cualquiera de sus formas) y ella en un animal, incluso uno prehistórico. Ambos tienen una mascota: un mono espacial llamado Gleek.

## Concepción
Los Gemelos Fantásticos surgieron como reemplazo de los fallidos personajes Wendy Harris y Marvin White con su Perro Maravillas, ninguno de los cuales tenían poderes o habilidades especiales, que habían protagonizado la primera temporada de la serie televisiva de los Super Amigos.
Se cita como fuente de inspiración para la creación de Zan y Jayna, a la imagen estética de los hermanos Donny y Marie Osmond, aunque estos no eran precisamente gemelos.

## Poderes y habilidades
Los poderes de los gemelos fantásticos se activan cuando se tocan entre sí y exclaman: "¡Poderes de los Gemelos Fantásticos, actívense!" (Se ha revelado que esta frase era innecesaria, una costumbre de los suyos. El contacto físico, sin embargo, es necesario. Si los dos están fuera del alcance uno del otro, no son capaces de activar sus poderes.) A medida que se acerca la transformación, es necesario que cada uno anuncie la forma deseada." Forma de ... "
Zan puede transformarse en agua en cualquier estado (sólido, líquido o gas). Puede ser hielo, también puede convertirse en cualquier forma que elija, una jaula para un criminal, inverosímilmente, maquinaria compleja (por ejemplo, un motor de cohete). Él también cambió a una forma gelatinosa en un punto. En otra ocasión, se transforma en nitrógeno líquido. Mediante la combinación con el agua ya existente, Zan también podría aumentar su masa o volumen en forma de agua elegido. Además, puede transformarse en disturbios atmosféricos relacionados con el agua, como una tormenta de nieve, un monzón, o un tifón.
Jayna puede transformarse en cualquier animal, ya sea real, prehistórico, mitológico o de algún otro planeta; al igual que Chico Bestia, siempre y cuando conozca el nombre común, así se transforma de una hormiga hasta una ballena.
En el cómic Super Amigos sus poderes se mostraban en forma ampliada. Transformándose en un animal de origen kryptoniano, por ejemplo, Jayna podría ganar tanto las habilidades naturales de la criatura y las superpotencias que todos los kryptonianos poseen en la Tierra como las condiciones, era incluso capaz de vencer a Superman en la forma de un animal de Krypton, superando así los poderes sobrehumanos de Superman. Del mismo modo, Zan fue capaz de transformarse en cualquier cosa tangencialmente relacionados con el agua o el hielo, incluyendo un gigante de la escarcha.
Además de sus poderes de transformación, los dos comparten un vínculo telepático, lo que permite una comunicación en situaciones extremas. Su telepatía mutua también podría explicar cómo fueron capaces de asumir las formas que permite la cooperación sin discusión previa de la estrategia.
Los Wonder Twins también tienen un mono espacial mascota llamado Gleek, que posee una cola elástica prensil, y cuyo cuerpo puede actuar como un conducto para que los gemelos activen sus poderes, en caso de que se encuentren fuera de alcance. Habitualmente cuando viajan, Jayna se transforma en una gran águila, y Zan se transforma en agua, saltando en un cubo que Gleek lleva, mientras que monta a Jayna en forma de águila.

### Aparición en otros medios
Además de los cómics y de la serie Super Amigos, los personajes han aparecido como homenaje en la serie animada "Liga de la Justicia Ilimitada" (con los nombres Downpour / Diluvio y Shifter / Forma) y en la serie televisiva Smallville. En Smallville, Zan fue interpretado por el actor David Gallagher y Jayna por Allison Scagliotti en el capítulo "Idol" (Temporada 9, Episodio 8) estrenado en noviembre de 2009

## Los Nuevos 52
Una nueva encarnación ha aparecido en el siglo XXI siendo parte de la nueva serie mensual Liga de la Justicia 3000, en la cual así como en la antigua continuidad, son una pareja de adolescentes que fueron creados por el Proyecto CADMUS como parte de un proyecto de superhéroes que encarnarían un proyecto de una nueva Liga de la Justicia en el siglo XXXI, y cuyos nombres de los personajes son Teri y Terry.